# Nymfeidy

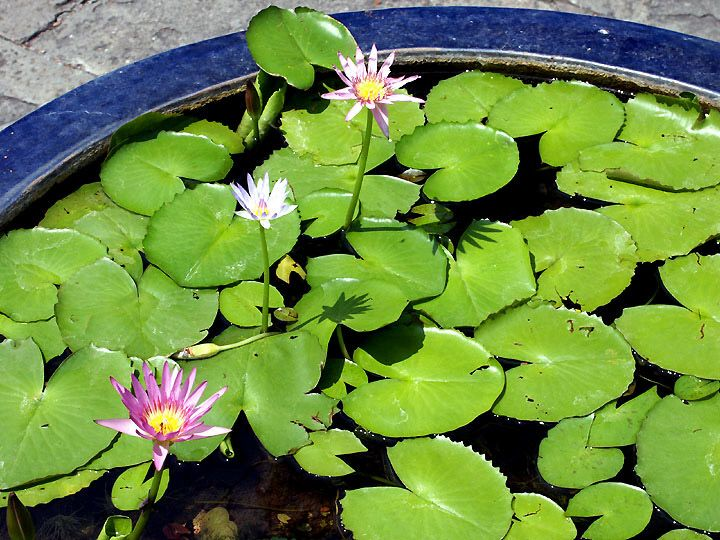
Nymphaea caerulea

Nymfeidy (nimfeidy) – forma życiowa  hydrofitów (roślin wodnych). Są to zakorzenione rośliny o łodydze prostej lub słabo rozgałęzionej i posiadające duże liście pływające. Pojęcie nymfeidów odnosi się do kategoryzacji form życiowych roślin opracowanej przez Den Hartoga i Segala w 1964 r. oraz Segala w 1970 r.
Nymfeidy stanowią główną grupę roślin zasiedlających litoral (obok roślin zanurzonych także występujących w tej strefie) – pomiędzy szuwarem właściwym (strefą roślin wynurzonych) a właściwą strefą roślin zanurzonych (elodeidami).
Zakotwiczone w osadzie przy pomocy kłączy. Liście pływają po powierzchni wody. Aparaty szparkowe liści na górnej stronie liścia. Tworzą zwykle zbiorowiska ze związku Nymphaeion.
Przedstawiciele:
- żabiściek pływający (Hydrocharis morsus-ranae) (ponieważ ta roślina często traci kontakt z podłożem, bywa zaliczana wówczas nie do nymfeidów, lecz do pleustonu)
- grążel żółty (Nuphar lutea)
- grążel drobny (Nuphar pumila)
- grzybienie białe (Nymphaea alba)
- grzybienie północne (Nymphaea candida)
- grzybieńczyk wodny (Nymphoides peltata)
- rdestnica pływająca (Potamogeton natans)
- kotewka orzech wodny (Trapa natans)

Nazwa nymfeidy bywa czasem używana jako synonim rodziny grzybieniowatych lub podklasy grzybieniowych oraz jednostek pośrednich